# Linia kolejowa Znojmo – Okříšky
Linia kolejowa Znojmo – Okříšky (Linia kolejowa nr 241 (Czechy)) – jednotorowa, regionalna i niezelektryfikowana linia kolejowa w Czechach. Łączy Znojmo i Okříšky. Przebiega przez terytorium kraju południowomorawskiego i kraju Wysoczyna.